# Hipertròfia ventricular dreta
La hipertròfia ventricular dreta (RVH en anglès) és una forma d'hipertròfia ventricular que afecta el ventricle dret.
La sang a través del ventricle dret cap als pulmons via les artèries pulmonars. Si es produeix una disminució de la circulació pulmonar, produint que la sang no flueix bé del cor als pulmons, es produeix un estrès extra en el ventricle dret. Aquesta tensió pot produir una hipertròfia ventricular a conseqüència de l'esforç continuat realitzat.
Pot afectar els resultats de l'electrocardiograma, que pot mostrar una desviació de l'eix a la dreta en el gràfic.

## Causes
Les causes més comunes inclouen: 
- Hipertensió pulmonar
- Efectes gran altitud[2]
- Malaltia pulmonar obstructiva crònica (MPOC)
- Síndrome de cor atlètic